# Hoploxypterus cayanus
La avefría de Cayena (Hoploxypterus cayanus) también conocida como chorlo de espolón, avefría de espolón, pellar playero, pellar arenero, chorlo pinto, avefría pinta o alcaravancito, una especie de ave charadriforme de la familia Charadriidae. Ampliamente distribuida por toda Sudamérica, es posible su observación desde Trinidad y Tobago hasta Argentina, y desde Brasil hasta Ecuador y Colombia.